# Itamar Singer
Itamar Singer (geboren am 26. November 1946 in Dej, Rumänien; gestorben am 19. September 2012 in Cholon, Israel) war ein rumänisch-israelischer Hethitologe und Vorderasiatischer Archäologe.

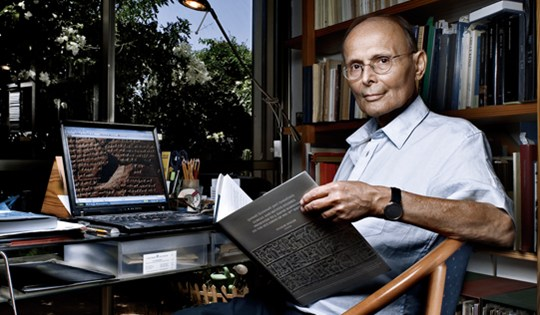
Itamar Singer, 2010

Itamar Singer war der Sohn von Zoltán und Gertrude Singer, Angehörigen der ungarischen Minderheit in Rumänien. Im Jahr 1958 übersiedelte die Familie nach Israel, wo Singer in Cholon die Schule besuchte. Im Anschluss studierte er Archäologie und Geographie an der Hebräischen Universität Jerusalem, an der er 1968 mit dem Bachelor abschloss. Während seines folgenden vierjährigen Militärdienstes absolvierte er zugleich an der Universität Tel Aviv erfolgreich den Masterstudiengang, bevor er seine Studien an der Universität Marburg fortsetzte. Dort wurde er bei dem Hethitologen Heinrich Otten 1978 promoviert. Titel seiner Doktorarbeit war „The Hittite KI.LAM Festival“.
Nach seiner Rückkehr nach Israel arbeitete er für das Department of Archaeology and Ancient Near Eastern Cultures und lehrte am Department of Jewish History. Viele Jahre betrieb er den Aufbau der Hethitologie an der Universität Tel Aviv. Im Jahr 1996 wurde er dort zum ordentlichen Professor ernannt. Aus gesundheitlichen Gründen schied er 2006 aus dem Universitätsbetrieb aus.
Seine Forschungsschwerpunkte waren die Frühzeit der Hethiter, ihr Verwaltungswesen und die Gründe ihres Untergangs, wobei er der erste war, der die Theorie der inneren Auseinandersetzungen als Grund für den Untergang in die Diskussion einbrachte. Singer prägte auch den Ausdruck Pax Hethitica für eine stabile Zeit innerer und äußerer Ruhe des Hethiterreiches während des 13. Jahrhunderts v. Chr.
Einladungen zu Vorlesungen und Vorträgen führten Singer nach Deutschland, Italien, Großbritannien, in die Türkei, die Vereinigten Staaten, nach Japan, Australien und Argentinien. Viele Jahre gehörte er dem Editorial Board der Zeitschrift Antiguo Oriente an. Im Jahr 2010 erhielt er für seine wissenschaftlichen Pionierleistungen den mit einer Million Dollar dotierten israelischen Emet Prize for Art, Science and Culture.

## Schriften (Auswahl)
Eine umfassende Bibliographie bis zum Jahr 2010 bietet: Yoram Cohen, Amir Gilan, Jared L. Miller (Hrsg.): Pax Hethitica. Studies on the Hittites and their Neighbours in Honour of Itamar Singer (= Studien zu den Boğazköy-Texten. Band 51). Harrassowitz, Wiesbaden 2010, ISBN 978-3-447-06119-3, S. 5–16.
- The Hittite KI.LAM Festival (= Studien zu den Boğazköy-Texten. Band 27–28). 2 Bände. Harrassowitz, Wiesbaden 1983–1984, ISBN 3-447-02243-4 (Bd. 1), ISBN 3-447-02309-0 (Bd. 2).
- Muwatalli’s Prayer to the Assembly of Gods through the Storm-god of Lightning. (CTH 381). Scholars Press, Atlanta GA 1996, ISBN 0-7885-0281-6.
- Hittite Prayers (= Writings from the Ancient World. Nr. 11). Edited by Harry A. Hoffner. Society of Biblical Literature, Atlanta GA 2002, ISBN 1-58983-032-6.
- מוסד ביאליק .(26 .ספריית האנציקלופדיה המקראית =) החתים ותרבותם u. a., Jerusalem 2009, ISBN 978-965-342-973-4 (Hebräisch; The Hittites and their Civilization.).
- The Calm before the Storm. Selected Writings of Itamar Singer on the Late Bronze Age in Anatolia and the Levant (= Writings from the Ancient World. Supplements. Nr. 1). Society of Biblical Literature, Atlanta GA 2011, ISBN 978-1-58983-558-0.